# Juventud Nacional (Italia)
Juventud Nacional (en italiano: Gioventù Nazionale; abreviado como GN) es el ala juvenil del partido político italiano Hermanos de Italia. Fue fundado el 5 de mayo de 2014.

## Ideología
En su Manifiesto de Valores, la Juventud Nacional sostiene su creencia en la primacía del Espíritu sobre la materia. Defienden también la primacía y preservación de las raíces católicas, la identidad y las tradiciones italianas. Están en contra del aborto, el matrimonio homosexual, la crianza de niños por parte de parejas homosexuales, el consumo y legalidad de las drogas y la inmigración ilegal.
El movimiento realiza campañas relacionadas con la educación, la universidad y el empleo juvenil. Además, ha realizado campañas y manifestaciones en oposición a los despidos facilitados por la reforma del Estatuto de los Trabajadores, y a las modificaciones en los métodos de cálculo de la riqueza.
Siguiendo la línea de las organizaciones juveniles italianas de derecha, la Juventud Nacional también reivindica vínculos políticos y morales con el Frente de la Juventud Italiana y con sus activistas que fueron asesinados durante los Años del Plomo.